# Salvatierra (Salvatierra)
Salvatierra (oficialmente Agurain/Salvatierra) es una localidad del municipio de Salvatierra, en la provincia de Álava, País Vasco (España).

## Despoblados
Forma parte de la localidad el despoblado de:
- Paternina.[1]
- Sallurtegui.[2]
- San Quílez.[3]
- Santo Domingo.[4]

Forma parte de la localidad una fracción del despoblado de:
- Mostrejón.[5]
- Zumalburu.[6]

## Demografía
| Gráfica de evolución demográfica de Salvatierra entre 2000 y 2017 |
|                                                                   |
| Población de derecho según los censos de población del INE.       |